# Marguerite Crissay
Marguerite Crissay (1874–1945) foi uma artista francesa conhecida pelas suas pinturas e escultura.

## Biografia
Crissay nasceu em 1874 em Mirecourt. Ela expôs na Société des Artistes Indépendants, no Salon des Tuileries e no Salon d'Automne. Ela faleceu em 1945, em Paris.

## Galeria

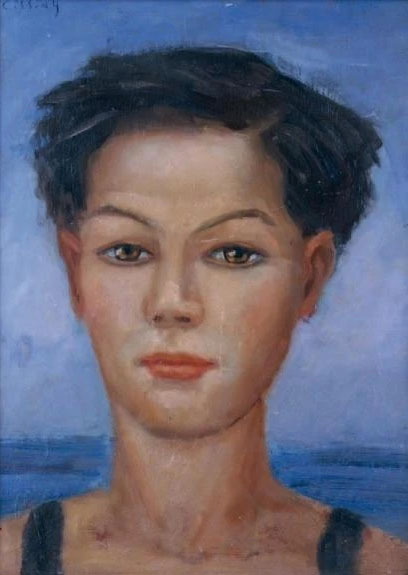
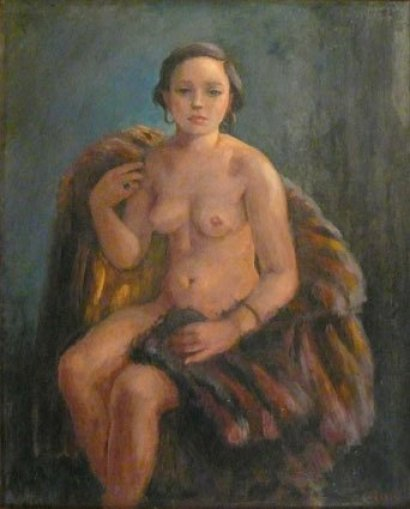